# Félix Eischen

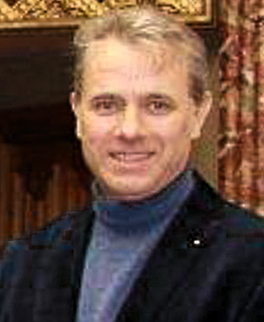
Félix Eischen (2013)

Félix Eischen (* 5. Februar 1966 in Luxemburg) ist ein luxemburgischer Journalist und Politiker der Chrëschtlech-Sozial Vollekspartei (CSV), der seit 2009 Mitglied der Abgeordnetenkammer ist. Er ist ferner seit 2017 Bürgermeister von Kehlen und war von 2019 bis 2020 Generalsekretär der CSV.

## Leben
Félix Eischen besuchte die École de commerce et de gestion - School of business and management und war danach von 1987 bis 2007 als Journalist sowie zuletzt Talkshow-Moderator bei RTL Radio Lëtzebuerg und RTL Télé Lëtzebuerg und zudem und als Partner für den Versicherer Foyer Assurances tätig.
Bei der Kammerwahl am 7. Juni 2009 wurde er für die Christlich-Soziale Volkspartei CSV (Chrëschtlech-Sozial Vollekspartei), deren Mitglied er seit 1987 ist, erstmals zum Mitglied der Abgeordnetenkammer (Chamber) gewählt und bei den Kammerwahlen am 20. Oktober 2013 und am 14. Oktober 2018 im Wahlbezirk Süd jeweils wiedergewählt. Während seiner Parlamentszugehörigkeit war unter anderem zwischen dem 1. Dezember 2011 und dem 6. Oktober 2013 Vize-Vorsitzender des Ausschusses für Wirtschaft, Außenhandel und Solidarische Ökonomie (Commission de l’Economie, du Commerce extérieur et de l’Economie solidaire) sowie vom 2. Mai bis zum 4. Dezember 2013 2. Vize-Vorsitzender der CSV-Fraktion und daraufhin zwischen dem 5. Dezember 2013 und dem 30. Oktober 2018 Vize-Vorsitzender des Wirtschaftsausschusses (Commission de l’Economie). Zugleich begann er in dieser Zeit sein politisches Engagement in der Kommunalpolitik und war zwischen 2011 und 2013 erst Mitglied des Gemeinderates sowie im Anschluss von 2014 bis 2017 Schöffe (Schäffe) von Kehlen. Für seine Verdienste wurde er 2014 Offizier des Verdienstordens des Großherzogtums Luxemburg. Seit dem 15. November 2017 ist er Bürgermeister von Kehlen, einer Gemeinde mit rund 6.400 Einwohnern im Kanton Capellen.
In der aktuellen Wahlperiode (2018 bis 2023) ist Eischen seit dem 6. Dezember 2018 Vize-Vorsitzender des Ausschusses für Mittelstand und Tourismus (Commission des Classes moyennes et du Tourisme) sowie zugleich Mitglied des Ausschusses für Wohnungsbau (Commission du Logement), des Ausschusses für Mobilität und öffentliche Arbeiten (Commission de la Mobilité et des Travaux publics), des Ausschusses für Umwelt, Klima, Energie und Raumplanung (Commission de l'Environnement, du Climat, de l'Energie et de l'Aménagement du territoire), des Ausschusses für Landwirtschaft, Weinbau und ländliche Entwicklung (Commission de l’Agriculture, de la Viticulture et du Développement rural) sowie des Ausschusses für alle Ausschüsse (Commission „Toutes les Commissions Parlementaires“).
Am 26. Januar 2019 wurde Félix Eischen als Nachfolger von Laurent Zeimet Generalsekretär der CSV und bekleidete dieses Amt bis zu seiner Ablösung durch Paul Galles im Januar 2021, der dieses im September 2020 zunächst kommissarisch übernommen hatte.